# USS K-1 (SSK-1)
USS K-1 (SSK-1) – amerykański okręt podwodny typu K1 o konstrukcji wyspecjalizowanej do zwalczania okrętów podwodnych, 'hunter-killer'. 3 lipca 1959 roku nazwa okrętu została zmieniona na USS Barracuda (SST-1). Głównymi cechami okrętu były zdolność do prowadzenia cichych operacji, wysoka czułość pasywnego układu sonarowego oraz niski koszt produkcji. Zalety te zostały jednak osiągnięte kosztem bardzo niskiej prędkości pływania, co w znacznej mierze ograniczało ich sprawność operacyjną oraz powodowało szereg trudności natury operacyjno-taktycznej. Bardzo duża antena pasywna sonaru umieszczona była w dużej dziobowej kopule, która wraz z jej anteną została usunięta w 1959 roku. Zmiana ta spowodowała zmianę przeznaczenia okrętu prototypowego który pełnił odtąd rolę szkoleniową aż do roku 1974.